# 1. FC Saarbrücken-Tischtennis

Logo des 1. FC Saarbrücken-Tischtennis

Der 1. FC Saarbrücken-Tischtennis ist ein deutscher Tischtennisverein aus Saarbrücken. Die erste Männermannschaft spielt seit 2009 in der Tischtennis-Bundesliga und wurde 2020 erstmals Deutscher Meister. Bis 2011 war der Verein Teil des 1. FC Saarbrücken.

## Geschichte
Auch im Tischtennis spielte der 1. FC Saarbrücken mehrere Jahre in der Bundesliga (aktuell DTTL | 1. Bundesliga). Als Meister der Oberliga Südwest qualifizierten sich die Saarländer 1966 direkt für die neu gegründete Tischtennis-Bundesliga. Im Debütjahr reichte es in der Besetzung Karl-Heinz Russy, Friedel Hahn, Karlheinz Schreiner, Bruno Paulus, Eberhard Oetzel, Wolfgang Liehn, Erwin Berg und Hans Schommer für Platz sechs und damit den Klassenerhalt. Aber bereits 1968 stieg der FCS mit nur einem Punkt aus 18 Spielen als Tabellenletzter ab. 1973 gelang der Wiederaufstieg in die 1. Bundesliga, wo sich der Verein über vier Spielzeiten halten konnte, ehe man am Ende der Saison 1976/77 erneut abstieg. In der Folge war der Lokalrivale ATSV Saarbrücken der führende Saarbrücker Tischtennisverein.
In den 1980er Jahren dominierte der ATSV Saarbrücken nicht nur regional und national, sondern auch international. Später führten finanzielle Probleme zu einem Abstieg. In den 1990er Jahren konnte sich die Tischtennisabteilung des 1. FC Saarbrücken wieder stabilisieren und wurde wieder die Nummer eins im Saarland. Seit der Saison 2004/05 spielt die 1. Mannschaft wieder in der 2. Bundesliga Süd und seit der Saison 2009/10 in der DTTL | 1. Bundesliga.
2006/07 wurde auf Anhieb der 3. Platz in der 2. Bundesliga Süd erreicht, 2007/08 gelang gar die Vize-Meisterschaft hinter dem FC Tegernheim. Für die Saison 2008/09 wurden die Ziele hochgesteckt, die Meisterschaft und der Aufstieg in die 1. Bundesliga (DTTL) wurde geplant. Zur Umsetzung dieser Zielsetzung wurde der Kader gezielt verstärkt. Außer der Verpflichtung von Jiří Vráblík vom Zweitligameister FC Tegernheim und den beiden jungen deutschen Ranglistenspielern Alexander Flemming und Dennis Dickhardt vom Ligakonkurrenten Döbeln, sorgte der 1. FC Saarbrücken vor allem durch zwei andere Verpflichtungen für Aufsehen: Als Spitzenspieler konnte der erfahrene Erstligaspieler Jörg Schlichter vom DTTL-Club TTC Rhön-Sprudel Fulda-Maberzell gewonnen werden, und als Cheftrainer wurde der langjährige Bundesligatrainer von Müller Würzburger Hofbräu, Matthias Landfried, verpflichtet.
Bei den deutschen Meisterschaften 2009 in Bielefeld im Tischtennis wurde das Doppel Flemming/Schlichter deutscher Meister. Sie besiegten ihre Gegner Ruwen Filus und Steffen Mengel vom Erstligisten TTV Gönnern mit 7:11, 12:10, 9:11, 11:8, 12:10 und 11:4.
| Kader der ersten Mannschaft | Kader der ersten Mannschaft | Kader der ersten Mannschaft | Kader der ersten Mannschaft | Kader der ersten Mannschaft | Kader der ersten Mannschaft | Kader der ersten Mannschaft |
| --------------------------- | --------------------------- | --------------------------- | --------------------------- | --------------------------- | --------------------------- | --------------------------- |
| 2008/09                     | Vráblík                     | Schlichter                  | Flemming                    | Dickhardt                   |                             |                             |
| 2009/10                     | Leung                       | Tokič                       | Gaćina                      |                             |                             |                             |
| 2010/11                     | Monteiro                    | Tokič                       | Steger                      |                             |                             |                             |
| 2011/12                     | Monteiro                    | Tokič                       | Steger                      |                             |                             |                             |
| 2012/13                     | Monteiro                    | Tokič                       | Steger                      |                             |                             |                             |
| 2013/14                     | Apolónia                    | Tokič                       | Steger                      |                             |                             |                             |
| 2014/15                     | Apolónia                    | Tokič                       | Mattenet                    |                             |                             |                             |
| 2015/16                     | Apolónia                    | Tokič                       | Mattenet                    |                             |                             |                             |
| 2016/17                     | Apolónia                    | Tokič                       | Franziska                   | Baum                        |                             |                             |
| 2017/18                     | Apolónia                    | Tokič                       | Franziska                   | Baum                        |                             |                             |
| 2018/19                     | Liao                        | Jorgić                      | Franziska                   | Polanský                    | Pletea                      |                             |
| 2019/20                     | Shang                       | Jorgić                      | Franziska                   | Polanský                    | Pletea                      |                             |
| 2020/21                     | Shang                       | Jorgić                      | Franziska                   | Polanský                    | Martinko                    |                             |
| 2021/22                     | Shang                       | Jorgić                      | Franziska                   | Polanský                    | Berglund                    |                             |
| 2022/23                     | Jin                         | Jorgić                      | Franziska                   | Polanský                    | Nuytinck                    |                             |
| 2023/24                     | Muramatsu                   | Jorgić                      | Franziska                   | E. Ionescu                  | Nuytinck                    | Meissner                    |
| 2024/25                     | Muramatsu                   | Jorgić                      | Franziska                   | E. Ionescu                  | Meissner                    |                             |

Die Tischtennismannschaft des 1. FC Saarbrücken ist seit der Saison 2009/10 Bestandteil der 1. Tischtennis-Bundesliga. Mit 32:4 Punkten belegte das Team um Jörg Schlichter, Alexander Flemming, Jiri Vrablik, Erik Illas, Wang Xue Xin, Benjamin Rösner, Dennis Dickhardt und Trainer Matthias Landfried Platz 1 in der 2. Bundesliga Süd.
In der Saison 2009/10 wurden für die DTTL (1. Bundesliga) die Weltklassespieler Leung Chu Yan (HKG, SV Plüderhausen, ehemals Würzburg), Bojan Tokič (SVN, ASDTT Pieve Emanuele – Italien, ehemals Frickenhausen) und Andrej Gaćina (HRV, Royal Villette Charleroi – Belgien) verpflichtet. Zum Kader gehört vom Aufstiegsteam auch Jiří Vráblík (CZE, 1. FC Saarbrücken, ehemals FC Tegernheim), Cheftrainer des DTTL-Teams ist weiterhin Matthias Landfried (GER, Wendlingen). Zielsetzung im Aufstiegsjahr war der Klassenerhalt. Dieses Ziel wurde übertroffen, das Team kämpfte lange um den Playoffeinzug und die Championsleague-Qualifikation und landete am Ende auf Platz 5. Die 2. Mannschaft wurde Meister in der Regionalliga und stieg in die 2. Bundesliga auf.
In der DTTL finden die Spiele nicht mehr in der STTB-Tischtennishalle in St. Ingbert statt, sondern in der modernen Joachim-Deckarm-Halle in Saarbrücken.
2010/11 wurden die Ziele nach oben korrigiert. Zielsetzung des Vereines war das Erreichen der Playoffs und die Qualifikation für die Championsleague. Das Team wurde hierzu noch einmal deutlich verstärkt. Andrej Gaćina und Leung Chu Yan kehrten zu ihren vorherigen Vereinen nach Charleroi (Belgien) bzw. Plüderhausen zurück. Ebenfalls zum SV Plüderhausen wechselte Jiří Vráblík. Neu im Saarland begrüßen durfte man den deutschen Nationalspieler Bastian Steger (damalige Nr. 25 der WRL) und den Portugiesen João Monteiro (Nr. 43 der WRL). Im Team blieb Sloweniens Nr. 1 Bojan Tokič (Nr. 58 der WRL), außerdem konnte der Vertrag mit Trainer Matthias Landfried verlängert werden. Für die 2. Mannschaft in der 2. Bundesliga konnten mit Bojan Crepulja (Serbien, Jahrgang 1991) und Cedric Nuytinck (Belgien, Jahrgang 1993) zwei Nachwuchstalente verpflichtet werden, die in Europa zur Spitzengruppe gehören. Das Team konnte sich erstmals in der Vereinsgeschichte im DTTB-Pokal für die Endrunde der vier stärksten Mannschaften Deutschlands qualifizieren, dem FINAL4, welches am 2. Januar 2011 in der Porsche-Arena in Stuttgart stattfand. Im Europapokal wurde das Viertelfinale erreicht, und in der 1. Bundesliga (DTTL) erreichte man Platz 3 und damit die Playoffspiele um die deutsche Meisterschaft. Damit wurde auch die direkte Qualifikation zur Champions League erreicht.
Am 29. April 2011 gründete die Tischtennis-Abteilung unter dem Namen 1. FC Saarbrücken-Tischtennis (1. FCSTT) einen eigenständigen Verein.
Das Spieljahr 2011/12 wurde zur bislang erfolgreichsten Saison in der Vereinsgeschichte. Im DTTB-Pokal gewann der 1. FC Saarbrücken-Tischtennis den Titel des Deutschen Pokalsiegers, in der Champions League wurde das Halbfinale erreicht, in der 1. Bundesliga (TTBL) holte man die Meisterschaft (Platz 1 mit 30:6 Punkten) und in den Playoffs wurde man Deutscher Vizemeister.
Der Kader in der Saison 2011/12 bestand erneut aus den Spielern Bastian Steger (GER), Bojan Tokič (SLO), João Monteiro (POR) und Cedric Nuytinck (BEL). Erneut war Matthias Landfried (GER) Trainer des Teams.
Die Verträge mit den Spielern konnten auch für die Saison 2012/13 verlängert werden, während Matthias Landfried als Cheftrainer zum dreifachen kroatischen Meister und Champions League Club STK Dr. Časl Zagreb gewechselt ist.
In der Saison 2012/13 konnte nicht an die großen Erfolge des Vorjahres angeknüpft werden. Der deutsche Pokalsieg konnte trotz identischer Auslosung durch das Ausscheiden im Viertelfinale nicht verteidigt werden. Auch in der Champions League kam durch zwei Niederlagen gegen das französische Team ASTT Chartres das vorzeitige Aus. Die Meisterschaft in der 1. Bundesliga (TTBL) konnte nicht wiederholt werden. Der 1. FC Saarbrücken TT belegte im Endklassement mit 14:14 Punkten Platz 4 in der TTBL und schied im Halbfinale der Playoffs aus. Der Kader in der Saison 2012/13 bestand erneut aus den Spielern Bastian Steger (GER), Bojan Tokič (SLO), João Monteiro (POR) und Cedric Nuytinck (BEL). Das Trainerteam bildeten Vasile Florea (ROM) und Damir Jurcic (CRO).
Zur Saison 2013/14 wechselte João Monteiro zu UMMC Ekaterinburg und wurde durch seinen Landsmann Tiago Apolónia ersetzt. Trainer wurde der Serbe Slobodan Grujić. Die Bundesligasaison beendete man auf dem vierten Platz; in den Play-offs scheiterte das Team im Halbfinale am TTC RhönSprudel Fulda-Maberzell. Im ETTU Cup gewannen Tokic, Steger und Apolonia nach Finalspielen gegen den TTF Liebherr Ochsenhausen den Titel.  Auch in der Folgesaison erreichte die Mannschaft den vierten Platz, den sie sich erst am letzten Spieltag sichern konnte. Dafür gelang im Playoff-Halbfinale beinahe eine Sensation gegen den Favoriten aus Düsseldorf, der im Hinspiel mit 3:0 (9:4 Sätze) bezwungen werden konnte. Borussia Düsseldorf schaffte im Rückspiel durch einen 3:0-Erfolg (mit 9:3 Sätzen) allerdings noch die Wende, sodass Saarbrücken ausschied. 2015/16 belegte das Team lange Zeit den ersten Platz in der Tabelle und wurde schließlich Zweiter hinter dem punktgleichen Fulda. Zum ersten Mal seit 2012 zog man anschließend ins Playoff-Finale ein, das Düsseldorf jedoch mit 3:1 für sich entscheiden konnte. Zur nächsten Saison verließ Adrien Mattenet den Verein und wurde durch Patrick Baum und Patrick Franziska ersetzt. 2017 kam Saarbrücken auf den vierten Platz und traf in den Play-offs im Halbfinale auf Düsseldorf. Die zweite Partie konnte zwar gewonnen werden, die entscheidende dritte ging jedoch verloren, genau wie – ebenfalls gegen Düsseldorf – das Pokal-Finale dieser Saison. In der Saison 2017/18 büßte der Verein am letzten Spieltag noch den dritten Platz ein, traf im Halbfinale der Play-offs somit erneut auf Düsseldorf und schied aus.
Zur nächsten Saison verließen Apolónia, Tokič und Baum die Mannschaft, für sie kamen Liao Cheng-Ting, Darko Jorgić sowie aus der zweiten Mannschaft Tomáš Polanský. Cristian Pletea kam als Verstärkung für die internationalen Wettbewerbe. Mit dieser Besetzung wurde nach dem Vorrundenaus in der Champions League um den ETTU Cup gespielt, nach einer Finalniederlage gegen GV Hennebont wurde Saarbrücken Zweiter. In den Bundesliga-Play-offs schlug der Verein überraschend Titelverteidiger Düsseldorf und erreichte somit das Finale, das gegen Ochsenhausen verloren ging. Liao wurde danach durch den Chinesen Shang Kun ersetzt. In dieser Besetzung wurde Saarbrücken 2020 zum ersten Mal Deutscher Meister und 2021 sowie 2022 Vizemeister. 2022 gelang dem Team zudem der Pokalsieg. Nach dieser Saison schlossen sich Takuya Jin und Cedric Nuytinck dem Verein an. Saarbrücken erreichte zum fünften Mal in Folge das TTBL-Finale, unterlag aber erneut Borussia Düsseldorf. Zu einem weiteren Finalspiel gegen Düsseldorf kam es in der Champions League, wo Saarbrücken gewinnen und sich damit zum ersten Mal den Titel sichern konnte.
Als Ersatz für Jin und Polanský kamen zur Saison 2023/24 Yūto Muramatsu, Eduard Ionescu und Cedric Meissner. In dieser Besetzung belegte Saarbrücken in der Bundesliga den ersten Platz, erneut wurde gegen Düsseldorf das Play-off-Finale verloren und das Champions-League-Finale gewonnen. Nach dieser Saison verließ Nuytinck den Verein. 2025 gewann Saarbrücken nach einem weiteren Finalsieg über Düsseldorf zum dritten Mal in Folge die Champions League.

## Saisondaten
| Liga              | 0 Spielklasse 0 | 0 Saison 0 | 0 Platz (von) 0 | 0Spiele0 | Punkte | Anmerkungen          |
| ----------------- | --------------- | ---------- | --------------- | -------- | ------ | -------------------- |
| 2. Bundesliga Süd | 2. Liga         | 2006/07    | 3 (10)          | 141:101  | 26:10  |                      |
| 2. Bundesliga Süd | 2. Liga         | 2007/08    | 2 (9)           | 136:83   | 25:7   |                      |
| 2. Bundesliga Süd | 2. Liga         | 2008/09    | 1 (10)          | 158:62   | 32:4   | Aufstieg             |
| Bundesliga        | 1. Liga         | 2009/10    | 5 (10)          | 35:37    | 16:20  |                      |
| Bundesliga        | 1. Liga         | 2010/11    | 3 (10)          | 46:26    | 28:8   | Playoff-Halbfinalist |
| Bundesliga        | 1. Liga         | 2011/12    | 1 (10)          | 49:21    | 30:6   | Playoff-Finalist     |
| Bundesliga        | 1. Liga         | 2012/13    | 4 (8)           | 31:28    | 14:14  | Playoff-Halbfinalist |
| Bundesliga        | 1. Liga         | 2013/14    | 4 (10)          | 35:30    | 20:16  | Playoff-Halbfinalist |
| Bundesliga        | 1. Liga         | 2014/15    | 4 (10)          | 38:31    | 22:14  | Playoff-Halbfinalist |
| Bundesliga        | 1. Liga         | 2015/16    | 2 (10)          | 45:27    | 28:8   | Playoff-Finalist     |
| Bundesliga        | 1. Liga         | 2016/17    | 4 (9)           | 37:28    | 22:10  | Playoff-Halbfinalist |
| Bundesliga        | 1. Liga         | 2017/18    | 4 (10)          | 42:30    | 24:12  | Playoff-Halbfinalist |
| Bundesliga        | 1. Liga         | 2018/19    | 3 (11)          | 53:32    | 30:10  | Playoff-Finalist     |
| Bundesliga        | 1. Liga         | 2019/20    | 1 (12)          | 57:24    | 34:8   | Deutscher Meister    |
| Bundesliga        | 1. Liga         | 2020/21    | 2 (12)          | 56:25    | 30:14  | Playoff-Finalist     |
| Bundesliga        | 1. Liga         | 2021/22    | 2 (12)          | 58:33    | 34:10  | Playoff-Finalist     |
| Bundesliga        | 1. Liga         | 2022/23    | 2 (12)          | 50:36    | 30:14  | Playoff-Finalist     |
| Bundesliga        | 1. Liga         | 2023/24    | 1 (11)          | 55:22    | 34:6   | Playoff-Finalist     |
| Bundesliga        | 1. Liga         | 2024/25    | 3 (12)          | 54:41    | 28:16  | Playoff-Halbfinalist |